# Racosperma spooneri
Racosperma spooneri là một loài thực vật có hoa trong họ Đậu. Loài này được (O'Leary) Pedley mô tả khoa học đầu tiên năm 2003.